# بيتر ويلسون
بيتر ويلسون (بالإنجليزية: Peter Wilson)‏ (مواليد 15 سبتمبر 1947) هو لاعب كرة قدم. يلعب مع منتخب أستراليا لكرة القدم. سبق له أن لعب في كأس العالم لكرة القدم مع منتخب بلاده.

## روابط خارجية
- بيتر ويلسون على موقع الاتحاد الدولي (مؤرشف)  (الإنجليزية)
- بيتر ويلسون على موقع قاعدة بيانات كرة القدم.إي يو (الإنجليزية)
- بيتر ويلسون على موقع ناشيونال فوتبول تيمز (الإنجليزية)
- بيتر ويلسون على موقع عالم كرة القدم.نت (الإنجليزية)
- بيتر ويلسون على موقع قاعة أستراليا للمشاهير الرياضية (الإنجليزية)